# 魚津国際カントリークラブ
魚津国際カントリークラブ（うおづこくさいカントリークラブ）は、富山県魚津市に所在するゴルフ場。魚津観光開発の経営で、富山県内では3番目に開業したゴルフ場でもある。

## 住所
- 〒937-0022　富山県魚津市小川寺西川原1004番地[4][1]

## コース情報
- 開場日　1973年8月11日[1]
- 設計者　松山桂司[2][5]
- コース　H18[6]  Par72 6,810Y（6,228m[7]） 面積100万m2[8]。
- コースレーティング
  - 高麗グリーン　バックティ6,810Y、71.9、レギュラティ6,425Y、70.1[9]
  - ベントグリーン　バックティ6,475Y、70.5、レギュラティ6,090Y、68.3[9]

## その他設備
- クラブハウス - 三四五設計事務所設計、フジタ施工、床面積1,791m2[8]
- 練習場 - 200m10打席[10]
- 乗用カートあり[8]。
- クラブバスは無い[10]。

## 沿革
- 1971年
  - 6月20日 - 魚津観光開発（株）が資本金5,550万円にて設立[11][12]
  - 7月1日 - 会社創立総会。ビニフレーム工業内に仮事務所を設置[11]。
  - 7月10日 - 着工[11]
  - 7月19日 - 魚津市商工会議所（当時は魚津市本江2,145番地に所在）内に事務所を開設し、移転[11]。
  - 10月 - 造成工事に起因した汚水流出が発生。同年12月にそれに関する覚書が出される[11]。
- 1972年
  - 5月9日 - クラブハウス建設開始[11]。同日未明の集中豪雨でコース造成中の土砂が流出。小川寺集落はじめ周辺田畑約4町歩と建物に被害[11]。
  - 10月1日 - 本社をカントリークラブ内に移転[1]。
  - 11月30日 - クラブハウス竣工[1]
- 1973年
  - 4月29日 - アウト9ホール仮オープン[1]
  - 8月10日 - イン9ホール工事竣工[1]
  - 8月11日 - 全面オープン開場祝賀式[1]
  - 8月12日 - 8月13日 - オープン記念会員招待競技会開催[1]。
  - 8月14日 - 営業開始[1]
  - 11月7日 - 北陸三県事務連絡会に加盟[1]。
  - 11月8日 - 電動ゴルフカート導入[1]
- 1974年5月17日 - 中部ゴルフ連盟および日本ゴルフ協会に加盟[1]。
- 1983年3月19日 - クラブハウス増改築[13]。
- 1993年3月19日 - 同年1月より実施していたクラブハウスの改造工事が竣工。2階食堂に冷房装置を新設し、階段移設に伴うハウスの高機能化が施された[14]。
- 2024年1月1日 - 同日発生した能登半島地震の影響により場内の各所で地滑りが発生。同年3月17日に全18ホールで仮オープンしたが、うちパー5、パー4の計4ホールをパー3に変更。同年6月頃までの復旧を目指す[15]。

## 備考
1975年時点では、造成時に伐採されたナラ材を原木にシイタケ、ヒラタケ、ナメコなどのキノコ類を栽培していた。

## アクセス
- 車の場合
E8北陸自動車道 魚津ICより5km[8]
- 鉄道の場合
あいの風とやま鉄道線 魚津駅よりタクシーで約10分[8]